# Luc (prénom)
Pour les articles homonymes, voir Luc, Saint Luc et Saint-Luc.
Luc [lyk] est un prénom masculin français venant du prénom latin Lucas, issu de lux signifiant lumière. Il est parfois rattaché au grec leukos signifiant blanc.

## Sens et origine du nom
Luc est un prénom masculin. Il vient du prénom latin Lucas, issu de lux (lumière), les enfants romains nés avec l’aurore étant souvent prénommés Lucia ou Lucius. On peut également le rattacher au grec leukos qui signifie blanc, brillant. Il est fêté le 18 octobre.
La forme féminine est Luce. Voir également Lucien et Lucie.

## Formes composées
- Jean-Luc

## Variantes linguistiques
| - allemand : Lukas - anglais : Luke, Lukas - arménien : Ղուգաս (Ġugas) - breton : Lukaz - catalan : Lluc - corse : Lucca - croate : Luka - danois : Lukas - espagnol : Lucas - espéranto : Luko - finnois : Luukas - gallois : Luc - grec : Λουκάς (Lukás) - hébreu : לוקה (Lwqa) - hongrois : Lukács - islandais : Lúkas |  | - arabe : (Louka) لوقا - italien : Luca - kabyle : Luka - lituanien : Lukas - malgache : Lioka - néerlandais : Lucas / Luuk - norvégien : Lukas - persan : لوکا (Lwkā) - polonais : Łukasz - portugais : Lucas - roumain : Luca - russe : Лука (Louka) - serbe : Лука (Luka) - slovaque : Lukáš - slovène : Luka - suédois : Lukas - tchèque : Lukáš |

## Popularité du nom
Assez populaire au Moyen Âge, le nom n'est plus très porté ensuite, sauf au milieu du XXe siècle dans le composé Jean-Luc. Il a trouvé cependant un regain d'intérêt par la suite, surtout sous la forme germanique et antique Lucas.

## Luccomme nom ou prénom de personne

### Saints
- Luc (évangéliste), rédacteur du 3e évangile et des Actes des apôtres, patron des médecins et des artistes peintres, dont l'emblème est le taureau (fête le 18 octobre) ;
- Luc de Phocide, moine ;
- Luc le Nouveau Stylite, ermite.

### Prénom
- Pour l'ensemble des articles sur les personnes portant ce prénom, consulter :
  - la liste des articles dont le titre commence par ce prénom
  - les listes produites par Wikidata : Liste des personnes de prénom « Luc » — même liste en incluant les éventuels prénoms composés qui contiennent « Luc ».